# Axuxumica
Axuxumica är en ort i Mexiko.   Den ligger i kommunen Vicente Guerrero och delstaten Puebla, i den sydöstra delen av landet, 230 km sydost om huvudstaden Mexico City. Axuxumica ligger 2 554 meter över havet och antalet invånare är 126.
Terrängen runt Axuxumica är lite bergig. Runt Axuxumica är det ganska tätbefolkat, med 149 invånare per kvadratkilometer. Närmaste större samhälle är Ajalpan, 15,8 km sydväst om Axuxumica. Omgivningarna runt Axuxumica är en mosaik av jordbruksmark och naturlig växtlighet.